# 蔡诗东
蔡诗东（1938年5月—1996年6月20日），福建东山人，中国等离子体物理学家，中国科学院院士。
蔡诗东1946年随父母前往台湾，1950年考入台南一中。1956年入读台湾东海大学物理系。1960年毕业后留校任教。后赴美国留学，1965年获达特茅斯学院超流物理硕士学位。1969年获普林斯顿大学等离子体物理博士学位，师从等离子体物理学家托马斯·斯蒂克斯（Thomas H. Stix）。毕业后在加州大学圣地亚哥分校、马里兰大学从事研究工作。1973年返回中国大陆，任中国科学院物理研究所研究员。1985年起任中国等离子体研究会主席。1986年当选全国政协委员。1995年当选中国科学院院士。1996年因患肝癌病逝。